# Rappolstein

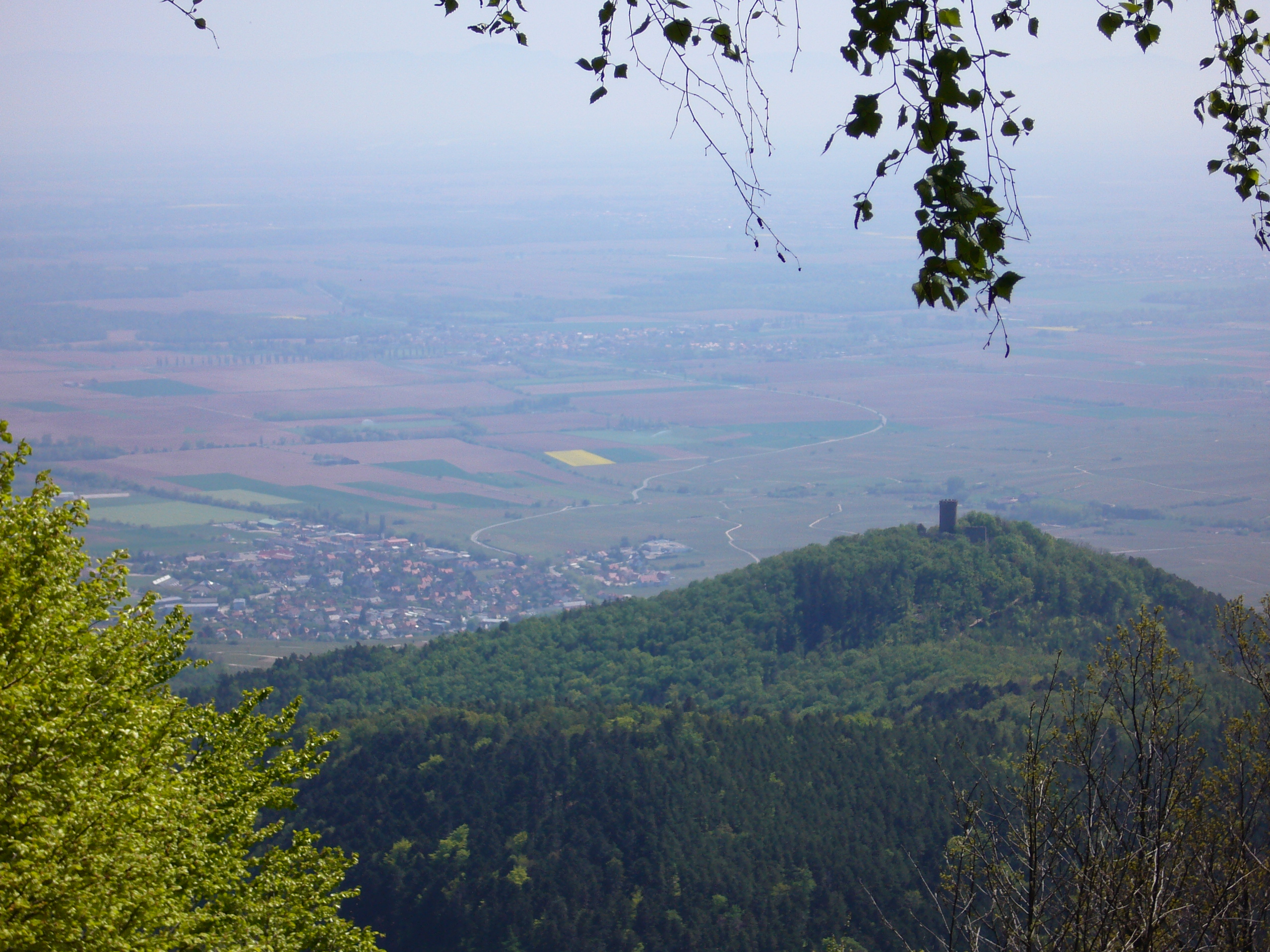
Vista del Castell de Rappolstein i el poble de Rappolstein (Ribeauvillé) des de la roca de la Pau d'Udine sobre el massís del Taennchel

El Rappoltstein o Rappolstein en francès Ribeaupierre foren un llinatge alemany d'Alsàcia que va durar uns quants segles. El seu nom deriva del castell Rappoltstein o Ribeaupierre.
Aquesta poderosa senyoria comprendrà una trentena de municipis a l'Alt Rin, de les quals Guémar, Illhaeusern, Bennwihr, Ribeauvillé, Zellenberg, Thannenkirch, Aubure i una part de Sainte-Marie-aux-Mines. La seva potència va culminar amb Maximí I i Guillem II. Aquest últim va ser molt proper de l'emperador Maximilià I. Egenolf. va fer reconstruir el castell de Guémar i en va fer la seva residència. L'últim membre d'aquesta il·lustre descendència va ser Joan-Jaume, que no va tenir més que dues filles. Un dels seus gendres, el comte palatí Cristian de Birkenfeld va recollir la seva successió.

## Història

### Els primers de la descendència

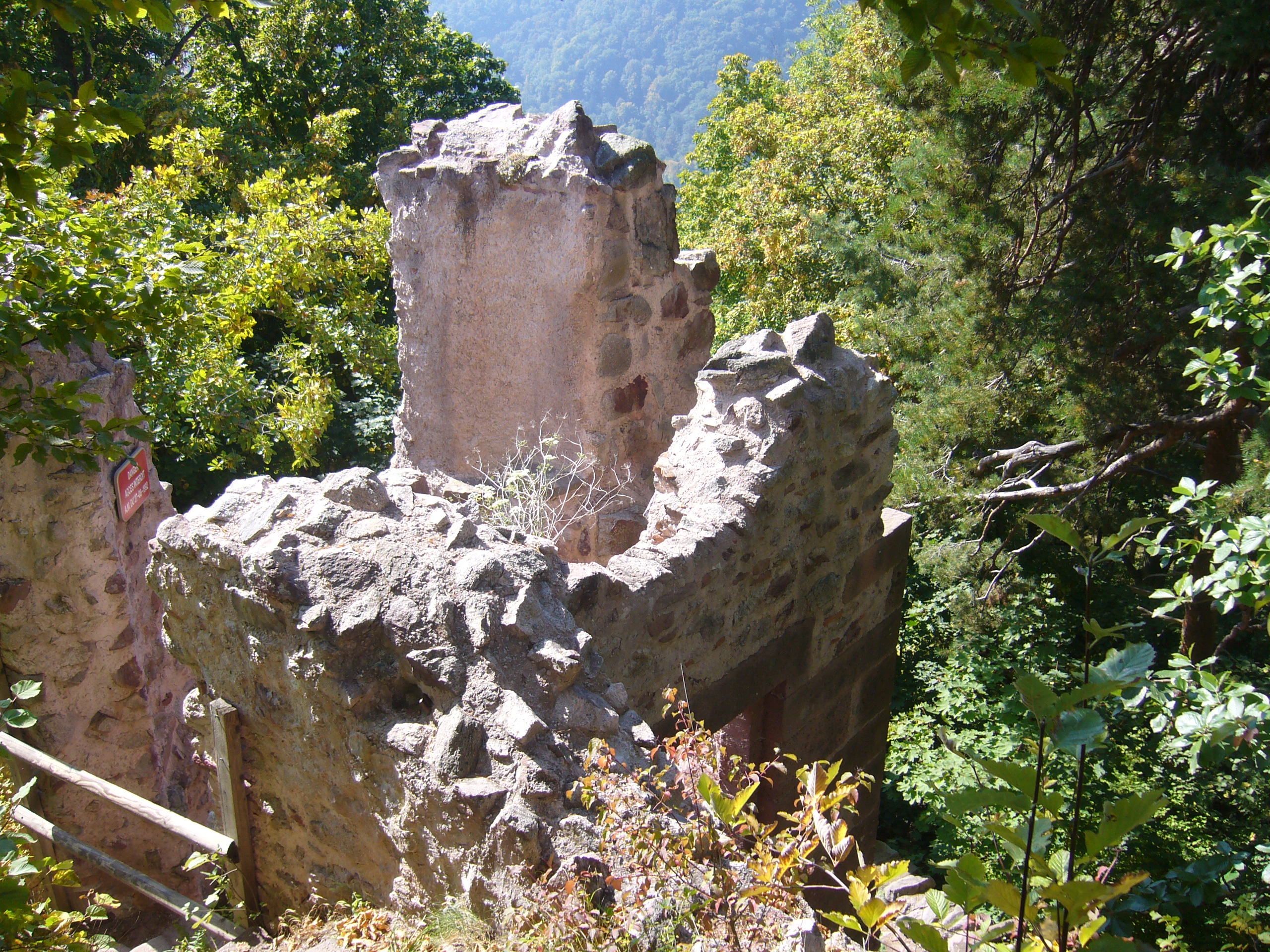
Vista parcial de les muralles de l'Alt-Rappolstein envoltat per la vegetació

La llegenda fa descendir els Ribeaupierre o Rappolstein dels cèlebres Ursini de Spoleto d'Itàlia. El 1030 es troba tres germans d'aquesta descendència forçats a anar-se del país. Es refugiaren a Alemanya. Un dels tres germans, Rochus, es va instal·lar llavors prop del poble de Sigolsheim per construir-hi un castell que anomenarà «Roche Spoletine». A l'època de Frederic Barba-roja, duc d'Alsàcia i de Suàbia, la regió d'Alsàcia va veure arribar nombrosos cavallers. Un d'ells, Egenolf d'Urslingen que es casarà amb Emma una rica hereva alsaciana el 1022, i serà el fundador de la família dels Rappolstein. El domini serà llavors integrat al de la família imperial del Sacre Imperi Romanogermànic.
Llavors el castell de Rappoltstein fou construït sota el nom de Castrum Rapolsdestein que és probablement el conegut avui sota el títol de castell de Saint-Ulrich. Fou Enric IV del Sacre Imperi Romanogermànic qui el 1084 va cedir aquest castell al bisbat de Basilea. El castell fou llavors reprès cap a 1114 per l'emperador Enric V. Frederic Barba-roja el va tornar cap a 1162 al bisbat de Basilea, quan era bisbe Ortlieb de Froburg, que el va infeudar a Egelolf I d'Urselingen., que va venir establir-se a Alsàcia vers el 1160 i que va ser així el primer hereu dels Rappolstein. Va morir vers 1186. Després el castell de Rappolstein va ser el feu dels descendents que van prendre el nom de senyors de Rappoltstein o Ribeaupierre i el van posseir constantment amb aquest títol com depenent del bisbat de Basilea. Va prendre el sobrenom de «Spoleto», perquè va obtenir el govern d'aquesta ciutat de l'emperador Frederic I, quan el va acompanyar en les expedicions d'Itàlia.

## Llista de senyors de Rappolstein

### Premers senyors
| A | NN de Rappoltstein                                     | ∞ Bilitruda † vers 1022  | 1 fill: Reginbold I                 |
| B | Reinbold o Reginbold I de Rappoltstein, vers 1022–1038 | ∞ NN                     | No se sap si va tenir fills         |
| C | Adalbert I (?) de Rappoltstein                         | ∞ NN                     | Fill: (1) Adalbert II               |
| D | Adalbert II de Rappoltstein † vers 1147                | ∞ Adelheid               | Filla: Emma                         |
| E | Emma (o Hemma) de Rappoltstein † 1156                  | ∞ Egelolf I d'Urselingen | Fill: Ulric I (Ulric d'Urselingen). |

### Dinastia d'Urselingen
| 1.1  | 1156–1188 | Egenolf I d'Urslingen            |
| 1.2  | 1188-1193 | Ulric I d'Urslingen              |
| 1.3  | 1193–1221 | Egenolf II de Rappolstein        |
| 1.4  | 1193–1236 | Anselm I de Rappoltstein         |
| 1.5  | 1221–1242 | (Fill de nom desconegut)         |
| 1.6  | 1221–1262 | Ulric II de Rappolstein el Vell  |
| 1.7  | 1236–1242 | Enric I de Rappolstein           |
| 1.8  | 1262–1283 | Ulric III de Rappolstein el Jove |
| 1.9  | 1262–1279 | Enric III de Rappolstein         |
| 1.10 | 1279–1283 | Ulric IV de Rappolstein          |
| 1.11 | 1279–1293 | Anselm II de Rappolstein         |

#### Primera divisió 1293 i 1298
| Senyors d'Hohen-Rappoltstein | Senyors d'Hohen-Rappoltstein | Senyors d'Hohen-Rappoltstein |  | Senyors de Groß-Rappoltstein i Hohenack | Senyors de Groß-Rappoltstein i Hohenack | Senyors de Groß-Rappoltstein i Hohenack |
| ---------------------------- | ---------------------------- | ---------------------------- |  | --------------------------------------- | --------------------------------------- | --------------------------------------- |
| 2.1a                         | 1293–1313                    | Enric IV                     |  | 2.1b                                    | 1293–1351                               | Enric V.                                |
| 2.2a                         | 1313–1318                    | Enric VII.                   |  | 2.2b                                    | 1298–1311                               | Anselm II.                              |
| 2.3a                         | 1313–1335                    | Joan III.                    |  | 2.3b                                    | 1311–1351                               | Joan II.                                |
| 2.4a                         | 1335–1338                    | Joan V.                      |  |                                         |                                         |                                         |
| 2.5a                         | 1335–1338                    | Anselm IV.                   |  |                                         |                                         |                                         |

#### Unificació (1338/1351 a 1368)
| Senyors de Rappoltstein | Senyors de Rappoltstein | Senyors de Rappoltstein |
| ----------------------- | ----------------------- | ----------------------- |
| 3.1                     | 1338–1377               | Ulric VI.               |
| 3.2                     | 1338–1368               | Joan IV.                |
| 3.3                     | 1338–?                  | Ulric VII.              |
| 3.4                     | 1338–1368               | Brunó I.                |
| 3.5                     | 1341–1342               | Ulric V.                |
| 3.6                     | 1351–1362               | Joan II.                |

#### Segona divisió 1368
Senyor de Hohen-Rappoltstein
- 1368–1398	Brunó I.
- 1398–1431	Ulric VIII.
- 1398–1436	Maximí I Smassmann

Senyors de Groß-Rappoltstein i Hohenack
- 1368–1377	Ulric VII.
- 1377–1397	Herzlauda de Groß-Rappoltstein (casada amb Enric de Sarwerden, 1376)
- 1397–1419	Joan comte de Lupfen
- 1419–1436	Joan (II) de Lupfen senyor de Hohenack

#### Reunificació 1436
Senyors de Rappoltstein i Hohenack
- 1436–1451	Maximí I Smassmann
- 1451–1457	Gaspar
- 1451–1484	Guillem I
- 1456–1484	Maximí II Smassmann
- 1469–1484	Brunó II.

Senyors de Rappoltstein, Hohenack i Geroldseck del Wasichen

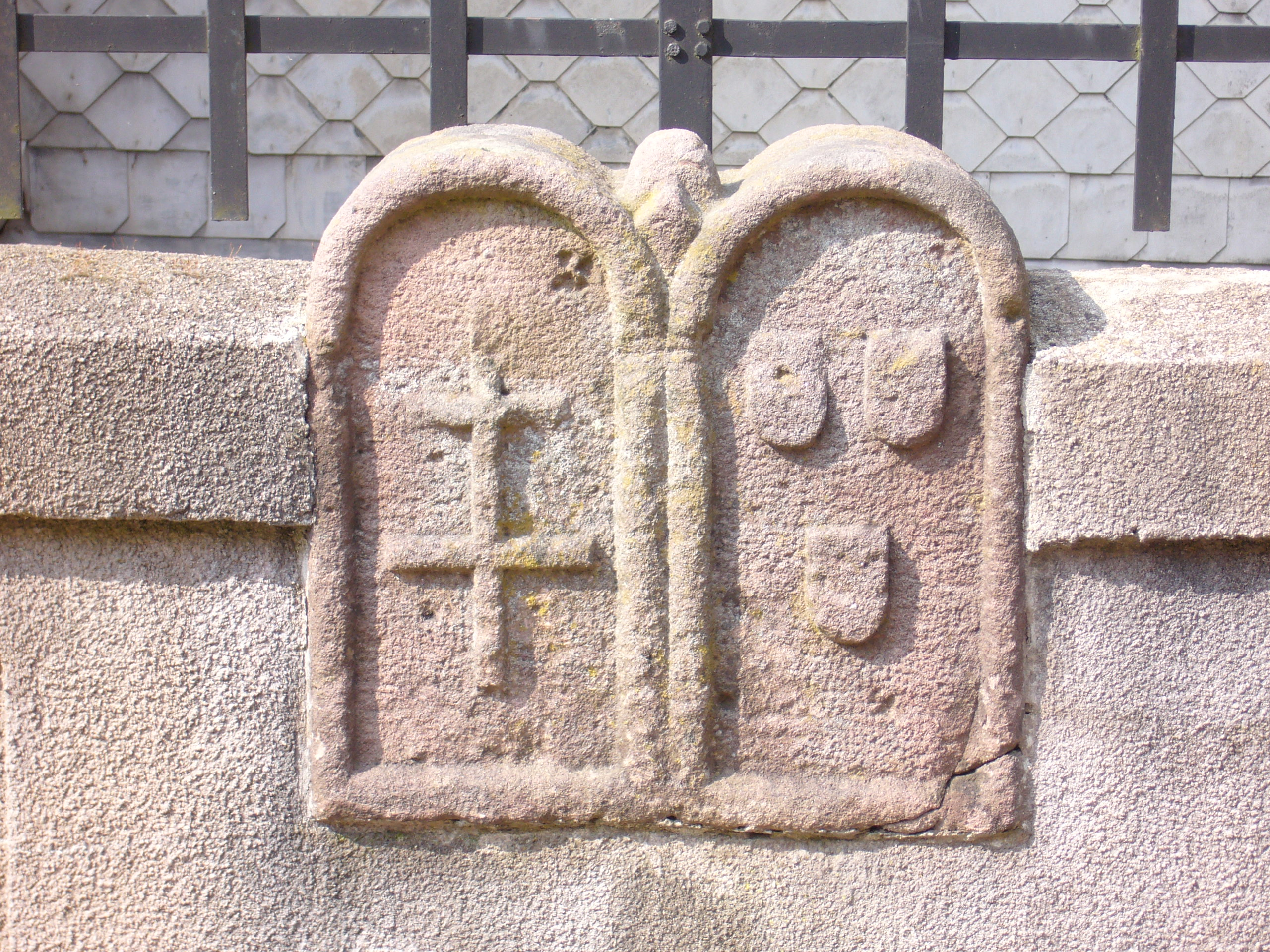
Fita fronterera del pont Bonduron a Sainte-Marie-aux-Mines datada de 1722 delimitant la frontera entre els Ribeaupierre i el Ducat de Lorena

- 1484–1507	Guillem I
- 1484–1517	Maximí II Smassmann
- 1484–1513	Bruno II
- 1507–1547	Guillem II
- 1547–1585	Egenolf III
- 1585–1637	Eberard
- 1637–1651	Jordi Frederic
- 1651-1673 Joan Jaume o Joan Jacob

### Cristià II de Zweibrucken (1673-1699)
A la desaparició dels Ribeaupierre/Rappolstein el 1673, els seus hereus directes van ser una branca dels comtes palatins que es van col·locar sota la bandera del rei de França. Les terres de l'elector dels Zweibrucken (Deux-Ponts) van estar sota sobirania francesa de 1680 a 1697, després sueca de 1697 a 1719 i van tornar a ser franceses amb la Pau de Campio Formio el 1797 fins al Congrés de Viena que les va fer bavareses el 1816.

### Dinastia de Zweibrucken
Des de 1673 el príncep Cristià II de Zweibrücken va assolir el tron del ducat. Fou seguit per llavors per:
- 1699-1735 Cristià III
- 1735-1746 Cristià IV
- 1746-1767 Frederic Miquel
- 1775-1776 Carles August
- 1799-1806 Maximilià de Baviera, elector palatí, rei de Baviera 1806-1825

### Maximilià de Zweibrucken o Deux-Ponts
En l'època de la Revolució francesa, el duc de Zweibrücken era Maximilià cosí de Guillem i Cristià, antic coronel de l'exèrcit reial del regiment d'Alsàcia. Hereu de Baviera, en fou el primer rei per la voluntat de Napoleó el 1806. Els comtes palatins van conservar la senyoria dels Ribeaupierre fins a 1801. El Congrés de Viena li va tornar les seves terres palatines que van restar a mans del regne fins al final de la Primera Guerra Mundial. Actualment són part d'Alemanya a l'estat de Renània-Palatinat.

## Els tres castells dels Ribeaupierre

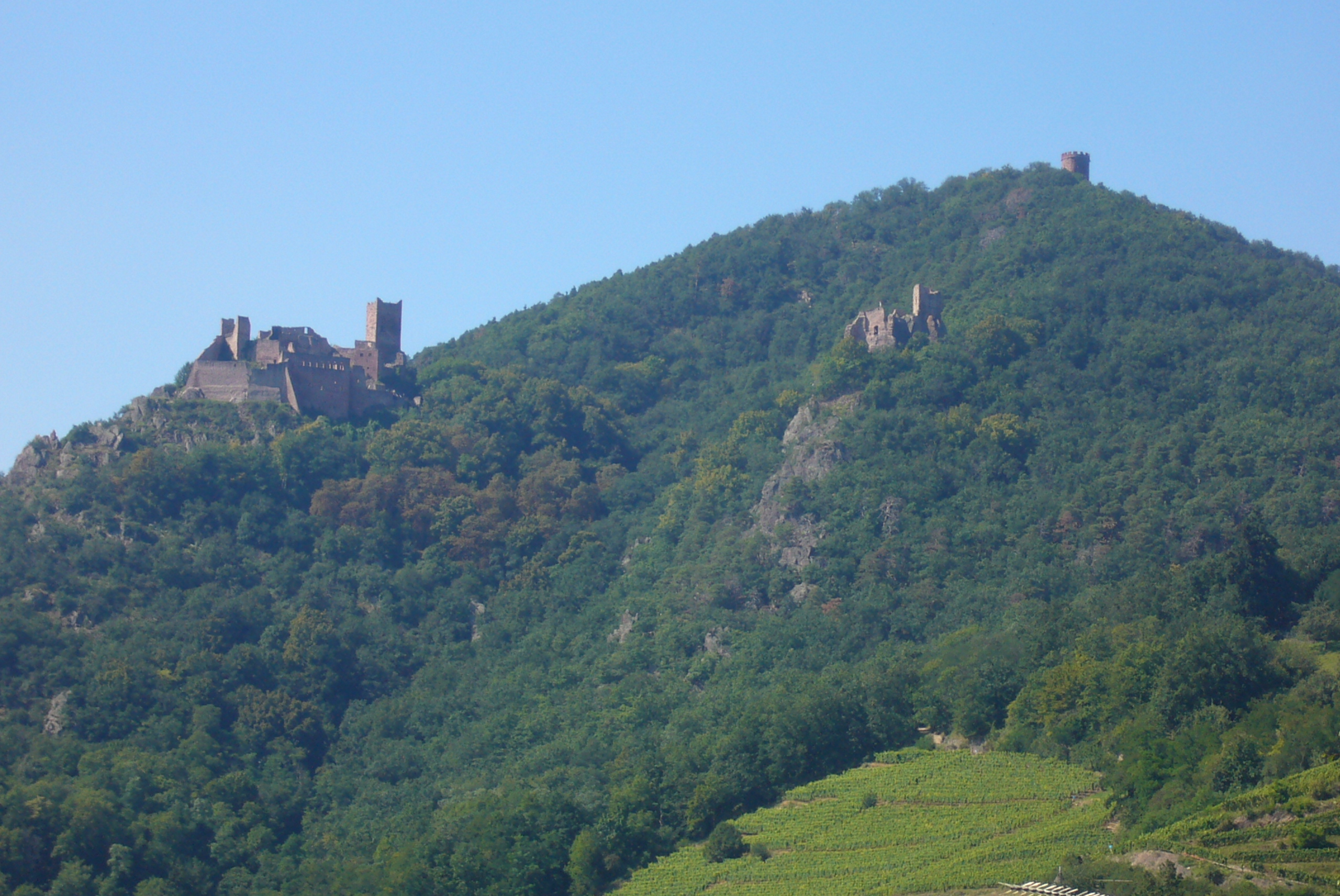
Els tres castells: castell de Saint-Ulrich (a la dreta), l'Haut-Ribeaupierre o Alt-Rappolstein (cap a dalt) i Girsberg (a l'esquerra) vist des de la sortida oest de Ribeauvillé en direcció a Dusenbach

Existeix actualment tres castells en ruïnes que van pertànyer als Ribeaupierre que es troben a la sortida oest de Ribeauvillé, no lluny del cèlebre santuari de Dusenbach:
- El castell de Saint-Ulrich
- El castell de Girsberg
- El castell de l'Haut-Ribeaupierre (Hohen-Rappolstein)